# Anna Maria Jopek
Anna Maria Jopek (Varšava, 14. prosinca 1970.), poljska pop, folk i jazz pjevačica, skladateljica i pijanistica. Supruga je Marcina Kydryńskiegoa - poznatog poljskog novinara, fotografa i gitariste. Nastupala je zajedno s uglednim jazz i fusion glazbenicima kao što su Tomasz Stańko, Pat Metheny, Richard Bona, Chris Botti, Branford Marsalis, Mino Cinelu, Tord Gustavsen i ostali.

## Diskografija

### Albumi
- Ale jestem (1997.)
- Szeptem (1998.)
- Jasnosłyszenie (1999.)
- Dzisiaj z Betleyem (1999.)
- Bosa (2000.)
- Barefoot (2002.)
- Nienasycenie (2002.)
- Upojenie (+ Pat Metheny) (2002.)
- Farat (live) (2003.)
- Secret (2005.)
- Niebo (2005.)
- ID (2007.)
- BMW Jazz Club Volume 1: Jo & Co (live) (2008.)
- Haiku (2011.)
- Sobremesa (2011.)
- Polanna (2011.)
- Minione (2017.)
- Czas kobiety (2017.)
- Ulotne (2018.)

### Singlovi
- Chwilozofia 32-bitowa (1996.)
- Ale jestem (1997.)
- Joszko Broda (1997.)
- Nie przychodzisz mi do głowy (1997.)
- Cud niepamięci (1998.)
- Przed rozstaniem (1998.)
- Ja wysiadam (1999.)
- Księżyc jest niemym posłańcem (1999.)
- Na całej połaci śnieg (+ Jeremi Przybora, 1999.)
- Nadzieja nam się stanie (1999.)
- Smutny bóg (2000.)
- Ślady po Tobie (2000.)
- Szepty i łzy (2000.)
- Jeżeli chcesz (2000.)
- Henry Lee / Tam, gdzie rosną dzikie róże (+ Maciej Maleńczuk, 2001.)
- Upojenie (2001.)
- Na dłoni (2002.)
- O co tyle milczenia (2002.)
- I pozostanie tajemnicą (2002.)
- Małe dzieci po to są (2003.)
- Tam, gdzie nie sięga wzrok (2003.)
- Mania Mienia (2003.)
- Możliwe (2004.)
- Gdy mówią mi (2005.)
- Niebo (2006.)
- A gdybyśmy nigdy się nie spotkali (2006.)
- Teraz i tu (2007.)
- Zrób, co możesz (2007.)
- Skłamałabym (2007.)
- Cisza na skronie, na powieki słońce (2008.)
- Możliwe (2009.)
- Sypka Warszawa (2009.)

## Vanjske poveznice
- Službena stranica  Arhivirana inačica izvorne stranice od 2. lipnja 2009. (Wayback Machine)